# Trzynaście kotów
Trzynaście kotów – antologia polskich opowiadań fantastycznych, wykorzystujących w swojej treści motyw kota. Wydana przez oficynę superNOWA w 1997, z charakterystycznym czarnym kotem na okładce.

## Historia
Pomysłodawcą antologii był szef wydawnictwa SuperNOWA Mirosław Kowalski i tłumaczka Danuta Górska. SuperNOWA zamówiła u różnych autorów opowiadania, które łączyć miał motyw kota. Nie wszyscy zrealizowali zamówienie (np. Marek Oramus), a część utworów redakcja musiała odrzucić jako zbyt słabe. Ostatecznie w zbiorze znalazło się 12 oryginalnych opowiadań i dodatkowo Muzykanci Andrzeja Sapkowskiego, którzy byli już wcześniej opublikowani, ale w treści tego utworu pojawiał się kot i dlatego był dobrym uzupełnieniem dla zbyt szczupłej antologii.

## Odbiór
Recenzenci określali, wydaną niedługo przed Bożym Narodzeniem, antologię jako cieszącą się dużym powodzeniem wśród czytelników. Za najlepsze opowiadanie uznawano Złote popołudnie Andrzeja Sapkowskiego. Podnoszono jednak nierówny poziom całego zbioru, pomimo że jego autorzy należeli do czołówki polskich twórców literatury fantastycznej. W krytycznych uwagach pojawił się również zarzut, że w niektórych utworach kot był elementem sztucznie dodanym i również bez jego obecności opowiadania nic by nie straciły na swej treści.
Opowiadania Aaa, kotki dwa... Eugeniusza Dębskiego oraz Złote popołudnie Andrzeja Sapkowskiego nominowane były do Nagrody im. Janusza Zajdla za rok 1997.

## Spis treści
- Eugeniusz Dębski Aaa, kotki dwa...
- Jacek Dukaj Ponieważ kot
- Włodzimierz Kalicki Kot typu Stealth
- Andrzej Sapkowski Złote popołudnie
- Ewa Białołęcka Usta Boga
- Andrzej Zimniak Rozpakuj ten świat, Evitt
- Piotr Goraj Ale kyno!
- Konrad T. Lewandowski Rydwan bogini Freyi
- Marcin Wolski Worek
- Maciej Żerdziński Źrenice
- Tomasz Kołodziejczak Dotyk pamięci
- Iwona Żółtowska Marobet
- Andrzej Sapkowski Muzykanci